# 源 (迷你專輯)
《源》是中國男歌手王源的第1張迷你專輯，2019年7月30日發行，共收錄6首歌曲，整張專輯以名字做為專輯概念，表達出每個人在平凡生活從原點出發，畫一個圓心，努力創造出獨有的人生。

## 曲目
| 曲序     | 曲目       |               | 作曲        | 编曲         | 时长  |
| -------- | ---------- | ------------- | ----------- | ------------ | ----- |
| 1.       | 源         | 王源          | 王源        | 徐平Lazybody | 4:23  |
| 2.       | 彩虹雲朵   | 王源          | 鄭耀 呂明鎮 | 鄭楠         | 3:44  |
| 3.       | 易碎的吻   | HUSH          | HUSH        | 鄭楠         | 4:36  |
| 4.       | 夜間游泳池 | 陳信延        | 鄭楠        | 鄭楠         | 3:58  |
| 5.       | 這裡       | 陳信延 陳懷恩 | 陳懷恩      | 魯綱宇       | 3:34  |
| 6.       | 柔         | 王源          | 王源        | 鄭楠         | 5:10  |
| 总时长： | 总时长：   | 总时长：      | 总时长：    | 总时长：     | 25:41 |

## 外部連結
- 迷你專輯-源 （页面存档备份，存于）在Spotify的頁面
- 迷你專輯-源 （页面存档备份，存于）在KKBOX的頁面
- 迷你專輯-源 （页面存档备份，存于）在Apple Music的頁面
- 迷你專輯-源（页面存档备份，存于）在iTunes Store的頁面
- 迷你專輯-源 （页面存档备份，存于）在YouTube Music的頁面
- 迷你專輯-源 （页面存档备份，存于）在MyMusic的頁面
- 迷你專輯-源 （页面存档备份，存于）在酷狗音樂的頁面